# Sílaba subtônica
Sílaba subtônica é uma sílaba constante em palavras derivadas que não é a principal da palavra, mas era a principal da palavra primitiva. A sílaba subtônica só existe em palavras derivadas, que são as que provêm de outra palavra. A sílaba tônica da palavra primitiva será a sílaba subtônica da palavra derivada. A sílaba que precede a tônica pode ser chamada de pretônica, e a que se localiza depois da tônica, postônica.
Como exemplos, podemos citar: 
- "Alegremente": tônica = men; subtônica = le;
- "Cafezinho": tônica = zi; subtônica = fe.